# TOKYO CONCIERGE
MORI BUILDING presents TOKYO CONCIERGE（もりびる・プレゼンツ・とうきょう・コンシェルジュ）は、2001年4月1日から2013年3月31日までJ-WAVEで日曜21:00-21:54に放送されたラジオ番組。ナビゲーター(DJ)は、2008年10月から再び番組開始当初の八木亜希子が務めた。

## 概要
架空のホテルである“Hotel de J-WAVE Grande”のコンシェルジュデスクを舞台に、番組ナビゲーターをコンシェルジュと見立てて、放送日から概ね1週間以内に東京周辺で催されるコンサート・スポーツ・舞台などの各種イベント情報を紹介している。その際にはその情報の分野に関連した専門家やイベント出演者を招いている。他にはコンシェルジュが事前収録で現地ロケをするコーナーやゲストを招いての対談コーナーが設けられている。番組内で、Wikipediaの情報を基に放送することが多い。
番組は雑誌「FraU」（講談社）との連動企画となっており、同誌には「ホイチョイ・プロダクションズの東京コンシェルジュ」が連載されているほか、東京コンシェルジュとしてのウェブサイトも共通している。

## ナビゲーター
- 八木亜希子（2001年4月-2003年3月、2008年10月-2013年3月）
- 御代田悟（2008年10月-2013年3月）

### 過去のナビゲーター
- 天海祐希（2003年4月-2003年9月）
- 別所哲也、望月理恵（2003年10月-2008年9月）

## 豆知識
- 別所は2006年10月よりJ-WAVEの朝の番組「J-WAVE GOOD MORNING TOKYO」を担当しており、番組終盤では次番組「BOOM TOWN」ナビゲーターのクリス智子とクロストークを行っている。2007年3月にクリスが休暇をとるためにその間の代打で望月が登場し、1週間だけではあるが、TOKYO CONCIERGEのコンビによるクロストークが行われている。